# Cassianus van Imola

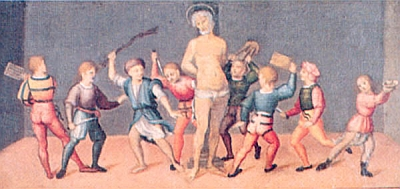
Martelaarschap van Cassianus van Imola door Innocenzo di Pietro Francucci da Imola (ca. 1500).

Cassianus van Imola (?, Rome (?) - 13 augustus 303 of 304 (volgens andere bronnen: 363), Forum Cornelii (Imola)) was een christelijk martelaar en heilige.

## Leven
Cassianus was volgens de overlevering door de dichter Prudentius een martelaar uit de 4e eeuw, vermoedelijk ten tijde van de christenvervolgingen onder Diocletianus. Volgens de legende zou Cassianus ook bisschop van Säben of Brescia zijn geweest, wat echter niet historisch aantoonbaar is.
Hij was schoolmeester in de Noord-Italiaanse stad Imola en weigerde in zijn onderricht de Romeinse goden te vereren. Omdat hij het christendom aan zijn leerlingen wou aanleren, werd hij ter dood veroordeeld. De straf werd door zijn woedende leerlingen uitgevoerd (hij had hen vaak lijfstraffen gegeven), die hem met ijzeren stiften neerstaken (zie afbeelding).
Bij het openmaken van zijn vermeende graf in Imola in 2004 werden op de schedel sporen aangetroffen van verwondingen die lijken overeen te komen met de omschrijving van zijn martelaarschap, wat men als bewijs voor een identificatie als Cassianus aanzag.
Cassianus geniet een bijzondere verering in Tirol. Hij is een van de diocesane patroonheiligen van het bisdom Bozen-Brixen. Hij is een van de patroonheiligen van de Dom van Brixen en wordt daar gezien als de eerste bisschop.
Cassianus is daarnaast de stadspatroonheilige van de steden Imola en Mexico-Stad alsook beschermheilige van onderwijzers en stenografen.
Zijn gedenkdag in de heiligenkalender is zijn sterfdag: 13 augustus.